# Jonathan Dayus
Jonathan Dayus, né le 12 avril 1974 à Worcester (Angleterre), est un coureur cycliste britannique.

## Palmarès et classements mondiaux

### Palmarès
- 1998
  - Trèfle Dordogne-Monts du Cantal :
    - Classement général
    - 3e étape

  - Tour du Pays des Olonnes
- 2000
  - Challenge Mayennais
  - 2e du Grand Prix de Lignac
  - 3e du Tour de la Dordogne
  - 3e du Tour de Nouvelle-Calédonie
- 2001
  - Circuit des Monts du Livradois
  - Tour du Canton de Bussière-Badil
  - 2e des Boucles de la Loire
  - 2e du Tour du Canton de Hautefort
  - 2e du Grand Prix de Montamisé
  - 2e du Tour des Landes
  - 3e du Tour de la Charente Limousine
  - 3e du Tour de la Dordogne
  - 3e de la Classic Loire-Atlantique
- 2002
  - Orvault-Saint-Nazaire-Orvault
  - 3e étape du Ringerike Grand Prix
  - 2e étape du Tour des Pyrénées
  - 2e étape des Deux Jours cyclistes de Machecoul (contre-la-montre)
  - Dunoise Classic
  - 2e des Deux Jours cyclistes de Machecoul
  - 3e du Tour de la Charente Limousine
- 2003
  - 3e étape du Ringerike Grand Prix
- 2004
  -  Champion de Grande-Bretagne de la montagne
  - Tour de La Réunion :
    - Classement général
    - 3e étape

  - 4e étape du Tour des Landes
  - 3e des Deux Jours cyclistes de Machecoul
- 2005
  - Grand Prix U
  - 2e de la Flèche de Locminé
  - 2e des Deux Jours cyclistes de Machecoul
  - 3e de Redon-Redon
  - 3e du championnat de Grande-Bretagne du contre-la-montre
  - 3e du Grand Prix de Saint-Georges-sur-Loire
  - 3e du Grand Prix de Fougères
- 2006
  - Classement général de l'Essor breton
  - Tour de Martinique :
    - Classement général
    - 7eb étape (contre-la-montre)

  - Deux Jours cyclistes de Machecoul :
    - Classement général
    - 2e étape

  - 2e de la Flèche de Locminé
  - 2e du Prix du Léon
  - 3e du championnat de Grande-Bretagne du contre-la-montre
  - 3e du championnat de Grande-Bretagne de la montagne
  - 3e de l'East Midlands International Cicle Classic
- 2007
  - Essor breton :
    - Classement général
    - 2e étape

  - 9e étape du Tour de Guadeloupe
  - 2e, 3e et 6e étapes du Tour de La Réunion
  - 3e du Tour des Landes
  - 3e du Tour de La Réunion

### Classements mondiaux
| Année           | 2005 | 2006 | 2007 |
| --------------- | ---- | ---- | ---- |
| UCI Europe Tour | 603e | 897e | 800e |